# Belaja Holunyica (település)
Belaja Holunyica (oroszul: Белая Холуница) város Oroszország Kirovi területén, a Belaja Holunyica-i járás székhelye.	
Lakossága: 11 232 fő (a 2010. évi népszámláláskor).

## Fekvése
A Kirovi terület központi részén, Kirov területi székhelytől 82 km-re északkeletre, a Belaja Holunyica (a Vjatka mellékfolyója) teraszán fekszik. A legközelebbi vasútállomás a 48 km-re fekvő Szlobodszkojban van, ez a Kotlasz–Kirov vasútvonal Girszovo állomásánál leágazó szárnyvonal végpontja.

## Története
A település az 1764-ben alapított vaskohó építésekor keletkezett. Előzőleg a tulajdonos a nyugati kormányzóságokban több száz jobbágyot vásárolt és telepített át a Belaja Holunyica erdővel borított, mocsaras partjára. Az építkezés első lépéseként a folyón nagy víztározót létesítettek, mely a mai napig is a Kirovi terület legnagyobb tava. A kész vasat a folyón szállították lefelé Nyizsnyij Novgorodba és más Volga menti városokba. Az üzem a környék vasércét dolgozta fel és hamarosan a helyi vasgyártás egyik központja lett. 1828-ban a tulajdonostól az államkincstár irányítása alá került. A 19. század végén lecserélték berendezéseit, a gyár a településen új igazgatási épületet emelt, üzletet, iskolát, könyvtárat nyitott. A Holunyickij, később Beloholunyickij nevű gyártelep 1928-ban városi jellegű település lett, 1965-ben pedig Belaja Holunyica néven városi rangot kapott.  

## Gazdasága
A szovjet korszakban a településen meghonosították a nehézipari gépgyártást. A vállalat üzemeiben emelő- és szállítóberendezéseket állítottak elő, jelenleg futószalagok, targoncák, csörlők is készülnek. A nehézipar mellett jelentősek a város faipari és élelmiszeripari üzemei is. 
A víztározó népszerű városi tóvá alakult, a gyár támogatásával új lakónegyedek (mikrorajonok) épültek.